# Euproctus platycephalus
Espèce
Synonymes
- Molge platycephala Gravenhorst, 1829
- Euproctus rusconii Gené, 1838

Statut de conservation UICN

 EN B2ab(iii,iv) : En danger
Euproctus platycephalus est une espèce d'urodèles de la famille des Salamandridae.

## Répartition
Cette espèce est endémique de Sardaigne en Italie. Elle se rencontre de 50 à 1 800 m d'altitude.

## Description
C'est une salamandre mince avec une tête plate et un museau arrondi. La taille des mâles atteint 120-140 mm de longueur totale, et les femelles 100-130 mm. La mâchoire supérieure se prolonge au-delà de la mâchoire inférieure, les lèvres sont bien développées. La queue est basse et de forme ovale en section transversale. Les extrémités sont fines, les pattes avant comportent quatre orteils, et les pattes postérieures cinq. Les mâles ont un petit éperon sur les pattes de derrière. Le cloaque du mâle est en forme de crochet dirigé vers l'arrière et ouvre le dos. Le cloaque de la femelle est plus ou moins en forme de cône et s'ouvre de manière distale. La peau est relativement lisse, avec quelques verrues inégalement réparties. La coloration est variable; le dos peut être gris, brun ou olive. Le dos a un nombre variable de taches brunes vertes, rouges ou noires. Ces taches, en particulier chez les mâles, peuvent être reliés pour former des bandes longitudinales. Une rayure vertébrale est blanche, jaunâtre, brun clair, brun rouille ou brun foncé.

## Reproduction
L'Euproctus platycephalus est la salamandre la plus aquatique. Elle peut être trouvée dans l'eau tout au long de l'année. Cependant, elle hiberne et estive sur un terrain à proximité de l'eau. L'accouplement peut avoir lieu en avril et mai, après l'hibernation ou en automne, après l'estivation. L'accouplement a lieu dans l'eau. Le mâle recherche activement une femelle avec sa bouche ouverte. Quand il rencontre une femelle, le mâle l'agrippe avec ses mâchoires. Le mâle procède alors à trouver un endroit convenable pour l'accouplement, portant la femelle passive dans ses mâchoires. Ce comportement de recherche peut durer jusqu'à une heure. Le mâle adapte alors les courbes de son corps de manière que sa queue se trouve sur la base de la queue de la femelle, et son cloaque étendu en forme de crochet se trouve sous sa queue au niveau du cloaque de la femelle. Le transfert spermatophore peut avoir lieu directement ou à l'aide des éperons des pattes postérieures du mâle. La femelle pond ses œufs individuellement sous des rochers et dans les fissures. Elle utilise son cloaque allongé pour positionner les œufs. En captivité, les œufs ont été pondus sur le substrat ou sous le sable. Les observations sur le développement des œufs ne sont connues que pour les couples qui ont été élevés en captivité captivité. Les œufs sont de 3 mm de diamètre, et avec l'enveloppe gélatineuse ils font de 4 à 5 mm de diamètre. Le nombre d'œufs varie de 57 à 221, et reposent durant une longue période allant de 3 jusqu'à 5,6 mois. Le développement embryonnaire dure 37,6 jours en moyenne à 15 °C, et 12,7 jours à 24,5 °C. Les larves font de 8,8 à 14,5 mm au moment de l'éclosion. Le développement larvaire nécessite une température de 15 °C, et prend de 376 à 453 jours, alors qu'à 20,5 °C, il faut 184 à 260 jours. Les larves qui se développent dans les eaux stagnantes semblent plus grandes que leurs congénères des eaux courantes. La découverte des animaux sexuellement matures avec des branchies vestiges suggère une tendance à la pédomorphose dans cette espèce.

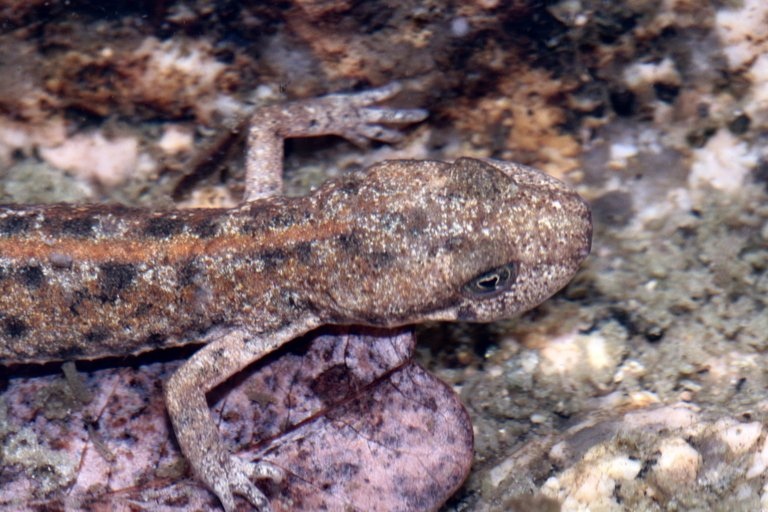

## Publication originale
- Gravenhorst, 1829 : Deliciae Musei Zoologici Vratislaviensis (Reptilia Musei Zoologici Vratislaviensis. Recensita et Descripta). Fasciculus Primus, continens Chelonions et Batrachia : I-XIV. Leopold Voss, Leipzig (texte intégral).